# Семёнов, Александр Иванович (архитектор)
Алекса́ндр Ива́нович Семёнов (1856—1909) — архитектор, академик архитектуры Императорской Академии художеств.

## Биография
Родился в Пензе. Учился в Первом Петербургском реальном училище, затем в Императорской Академии художеств (1876—1883). Получил медали Академии художеств: малая серебряная медаль (1880), большая серебряная (1881), малая золотая (1882) за программу «Проект театра на 2000 человек в столичном городе на открытой площади». Звание классного художника 1-й степени (1883). Звание академика (1887) за «проект пассажирского здания конечной станции железной дороги в столице».
Работал в Техническо-строительном комитете МВД (с 1884), Главном инженерном управлении (1886). Состоял архитектором Елагина и Петровского дворцов (1880-е), Петергофского дворцового управления (1891–1909).
Член Петербургского Дамского лазаретного комитета (с 1886), попечитель Петергофского детского приюта (с 1904) и многих других комитетов и братств. Был награждён орденом Св. Станислава I степени.

## Проекты и постройки

### Санкт-Петербург и пригороды
- Новый дворцовый госпиталь в Петергофе[6];
- Здания на царской ферме в Александрии (Петергоф);
- Казачьи конюшни, караульный домик для офицеров, церковь при Петергофской богадельне[7];
- Дачи Корпуса и Сан-Галли в Старом Петергофе[4];
- Особняк Н. А. Михайлова-Крюкова (расширение). Улица Черняховского, 33 (1883)[8];
- Училище фельдшериц и лекарских помощниц. Служебный корпус. 2-я Советская улица, 6 — Суворовский проспект, 4 (1884)[9];
- Хирургический барак и павильоны Дамского лазаретного комитета. 2-я Советская улица, 4 — 3-я Советская улица, 3 (1886; не сохранились)[10][11];
- Ремонт и реставрация дворцовых зданий и сооружений Петергофского дворца.

### Уфа
- Александро-Невская часовня (1890, не сохранилась)[12].